# Milan Kopic
Milan Kopic (ur. 23 listopada 1985 w Pelhřimovie) – czeski piłkarz występujący na pozycji obrońcy. Jest bratem Jana Kopica, także piłkarza.

## Kariera
Kopic profesjonalną karierę rozpoczynał w pierwszoligowym klubie FC Vysočina Igława. W jego barwach zadebiutował 12 marca 2006 w przegranym 1-2 ligowym pojedynku z klubem SIAD Most. 29 kwietnia 2006 strzelił pierwszego gola w zawodowej karierze. Było to w wygranym 3-0 meczu z Sigmą Ołomuniec. W debiutanckim sezonie 2005/06 rozegrał dziewięć spotkań i zdobył jedną bramkę. Natomiast w lidze uplasował z klubem na przedostatniej, piętnastej pozycji i spadł z nim do drugiej ligi. Wówczas postanowił jednak odejść z klubu.
Podpisał kontrakt z pierwszoligową Spartą Praga. Nie wywalczył tam sobie miejsca nawet na ławce rezerwowych i w rundzie jesiennej w Gambrinus lidze nie wystąpił ani razu. W styczniu 2007 został wypożyczony do innego pierwszoligowego zespołu – FK Mladá Boleslav. Pierwszy występ zanotował tam 11 marca 2007 w bezbramkowo zremisowanym meczu z Viktorią Pilzno. W nowej drużynie Kopic szybko wywalczył sobie w pierwszym składzie. Po zakończeniu sezonu pozostał w Mladej, podpisując z klubem kontrakt definitywny. W ekipie z Mladej Boleslavi spędził jeszcze rok.
Latem 2008 przeszedł do holenderskiego Sc Heerenveen. Zadebiutował tam 12 września 2008 w zremisowanym 2-2 pojedynku z Heraclesem Almelo. W 2010 roku był wypożyczony do Slavii Praga. W 2012 roku grał w Slovanie Bratysława. W 2013 roku wrócił do FC Vysočina Igława.